# 罗伯特·惠特和赵明华谋杀案
罗伯特“鲍比”亚当·惠特（英语：Robert "Bobby" Adam Whitt）和赵明华（音译，英语：Myoung Hwa Cho）是两名身份不明的谋杀案受害者，于1998年被杀。他们一直不明身份，直到2019年初通过GEDMatch确认身份。

## 发现
1998年5月13日，在南卡罗来纳州斯巴坦堡85号州际公路的平行路边发现一具亚裔女性裸尸。受害者双手被绑，有结扎痕迹。尸检确定死因是窒息。
1998年9月25日，在北卡罗来纳州梅巴恩85号州际公路和40号州际公路沿线的工业大道上，园林工人发现了一具男孩骨骸。现场没有创伤迹象，男孩很可能是在其他地方被杀害。男孩穿着卡其色的短裤，白色的袜子和配套的内衣，近段时间买的黑白色鞋子，口袋有50美元。男孩头发是深棕色直发，大约3到4英寸长，肤色可能是浅棕色到白色，眼睛很可能是棕色。

## 调查
死者的素描并没有马上找到真实身份。男孩案件受到广泛关注。通过法医孢粉学和同位素分析，确定男孩来自美国东南部，更有可能是阿拉巴马州和乔治亚州。2010年，法医Frank Bender创作了一个粘土模型。
在男孩被发现20年后，2018年10月，男孩案件的更多细节被公布出来。

## 识别
2018年12月，以因鉴定出金州杀手而闻名的Barbara Rae-Venter博士查看男孩的最新DNA测试，将他的DNA与GEDmatch数据库中的DNA进行比对，成功联系到男孩的一位来自夏威夷的表亲，表亲确认男孩的真实身份是罗伯特“鲍比”亚当·惠特。罗伯特的家人住在俄亥俄州，他们以为罗伯特被送到母亲的家乡韩国生活所以没有报告失踪。根据这些信息，调查人员怀疑罗伯特的母亲也被杀害。不久后，NCMEC帮助调查人员查到斯巴坦堡的一个身份不明女性，该女性与惠特母亲相符。经过DNA比对，这名身份不明的女子被鉴定为赵明华。
在惠特和赵的身份确认后不久，罗伯特的父亲约翰·拉塞尔·惠特供认他杀害罗伯特和赵。约翰因武装抢劫在阿什兰联邦惩教所服刑，预计在2037年之前获释。据报道，约翰于1998年5月12日在康科德杀害了赵，并将她的身体丢弃在斯巴坦堡。根据约翰的起诉书，鲍比于1998年7月29日在康科德被杀害，尸体被扔到梅巴恩。警方正在确定管辖权是在北卡罗来纳州还是南卡罗来纳州。2019年5月，奥兰治大陪审团以一级谋杀罪及隐瞒谋杀起诉约翰谋杀害罗伯特。